# Famars
Famars [famaʁs]  est une commune française située dans le département du Nord, en région Hauts-de-France.
Au 1er janvier 2012, la commune comptait 2 475 habitants appelés Sarrasins. Elle fait partie de la communauté d'agglomération Valenciennes Métropole, qui regroupe 35 communes et 191 000 habitants, en 2006.

## Géographie
La commune est située en périphérie de Valenciennes à 5 km au sud. Le village est bordé par la Rhonelle, rivière qui se jette dans l'Escaut à Valenciennes.
Famars est à 122 km de la mer du Nord (Dunkerque) par autoroute et à 140 km du point montagneux le plus proche (Ardennes). Valenciennes est entre Bruxelles (à 107 km) et Amiens (à 126 km), à 56 km de Lille-Lesquin (au nord-ouest). Elle est également à proximité de plusieurs autres capitales européennes : Paris à 210 km, Londres à 330 km, et Amsterdam à 311 km. (Distances par la route)
En outre, Famars se situe en limite nord du Hainaut (région transfrontalière), entre le parc naturel régional de l'Avesnois et celui de Scarpe-Escaut. Elle bénéficie de la proximité du paysage de bocage au sud-est, et de 5 000 ha de forêts au nord-est. La plaine de Flandre commence au-delà, au nord-est de la Scarpe.
L'aéroport de Lille-Lesquin est à une demi-heure, celui de Charleroi à 50 minutes et celui de Roissy-Charles-de-Gaulle à une heure et demie.
La commune est desservie par les autoroutes A23 et A2 : elle est ainsi intégrée à un réseau routier très dense. Différentes départementales l'irriguent.

### Communes limitrophes
| Trith-Saint-Léger Prouvy              | Aulnoy-lez-Valenciennes Valenciennes | Saultain Estreux |
| Maing Thiant                          | Famars                               | Préseau          |
| Monchaux-sur-Ecaillon Verchain-Maugré | Quérénaing                           | Artres Sepmeries |

### Géologie et relief
Valenciennes est à la limite entre les sols du Crétacé supérieur (Artois / Hainaut) et ceux de l'Éocène inférieur. Elle se situe à proximité d'une faille est-ouest. Plusieurs fosses ont permis l'exploitation du charbon sur le territoire et dans la région. Les filons de houille se trouvaient dans des roches de type grès ou schistes, sous les roches calcaires. Les argiles se situent en superficie.
La topographie est douce, le territoire est organisé autour de la vallée de l'Escaut. L'altitude varie de 17 mètres en aval du fleuve à 56 m à l'ouest.

### Hydrographie

#### Réseau hydrographique
La commune est située dans le bassin Artois-Picardie. Elle est drainée par la Rhonelle et le ruisseau de Sameon,.
La Rhonelle, d'une longueur de 32 km, prend sa source dans la commune de Locquignol et se jette  dans le Vieil Escaut à Valenciennes, après avoir traversé douze communes. 

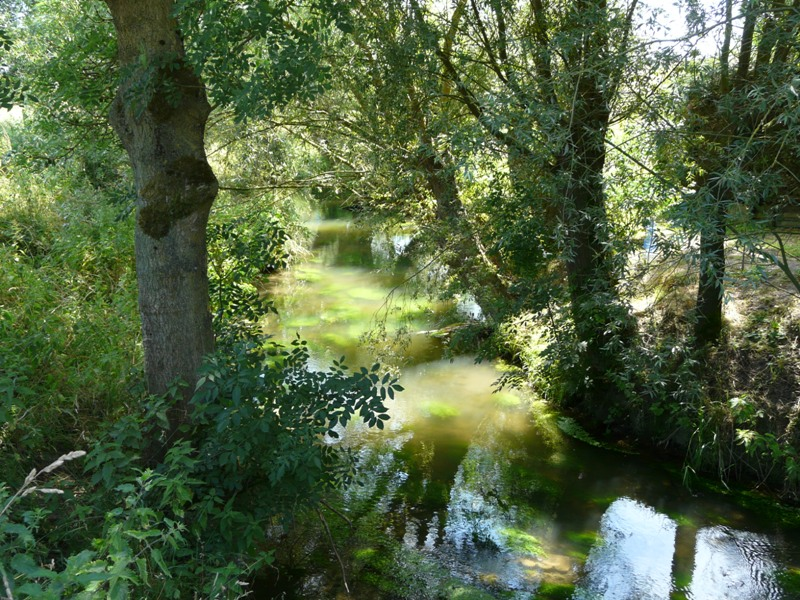
La traversée de la Rhonelle par Famars.
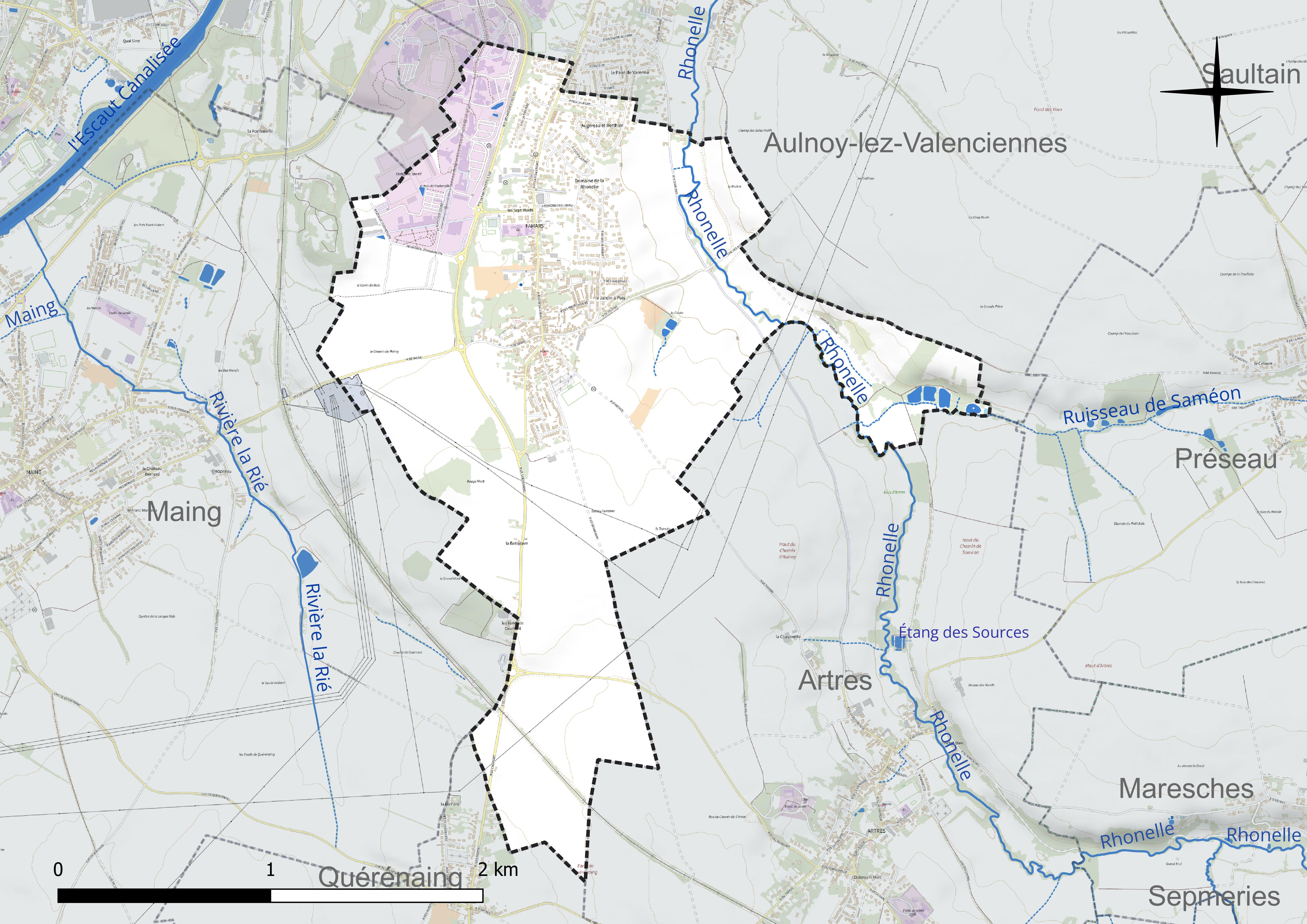
Réseau hydrographique de Famars.

#### Gestion et qualité des eaux
Le territoire communal est couvert par le schéma d'aménagement et de gestion des eaux (SAGE) « Escaut ». Ce document de planification concerne un territoire de 2 005 km2 de superficie, délimité par le bassin versant de l'Escaut. Le périmètre a été arrêté le 9 juin 2006 et le SAGE proprement dit a été approuvé le 13 juillet 2021. La structure porteuse de l'élaboration et de la mise en œuvre est le syndicat mixte Escaut et Affluents (SyMEA). 
La qualité des cours d'eau peut être consultée sur un site dédié géré par les agences de l'eau et l'Agence française pour la biodiversité. 

### Climat
Pour des articles plus généraux, voir Climat des Hauts-de-France et Climat du Nord.
En 2010, le climat de la commune est de type climat océanique dégradé des plaines du Centre et du Nord, selon une étude du CNRS s'appuyant sur une série de données couvrant la période 1971-2000. En 2020, Météo-France publie une typologie des climats de la France métropolitaine dans laquelle la commune est exposée à un climat océanique altéré et est dans la région climatique  Nord-est du bassin Parisien, caractérisée par un ensoleillement médiocre, une pluviométrie moyenne régulièrement répartie au cours de l'année et un hiver froid (3 °C). 
Pour la période 1971-2000, la température annuelle moyenne est de 10,2 °C, avec une amplitude thermique annuelle de 14,7 °C. Le cumul annuel moyen de précipitations est de 756 mm, avec 12,1 jours de précipitations en janvier et 9,8 jours en juillet. Pour la période 1991-2020, la température moyenne annuelle observée sur la station météorologique la plus proche, située sur la commune de Valenciennes à 5 km à vol d'oiseau, est de 11,0 °C et le cumul annuel moyen de précipitations est de 694,1 mm,. Pour l'avenir, les paramètres climatiques de la commune estimés pour 2050 selon différents scénarios d'émission de gaz à effet de serre sont consultables sur un site dédié publié par Météo-France en novembre 2022.

### Transports en commun

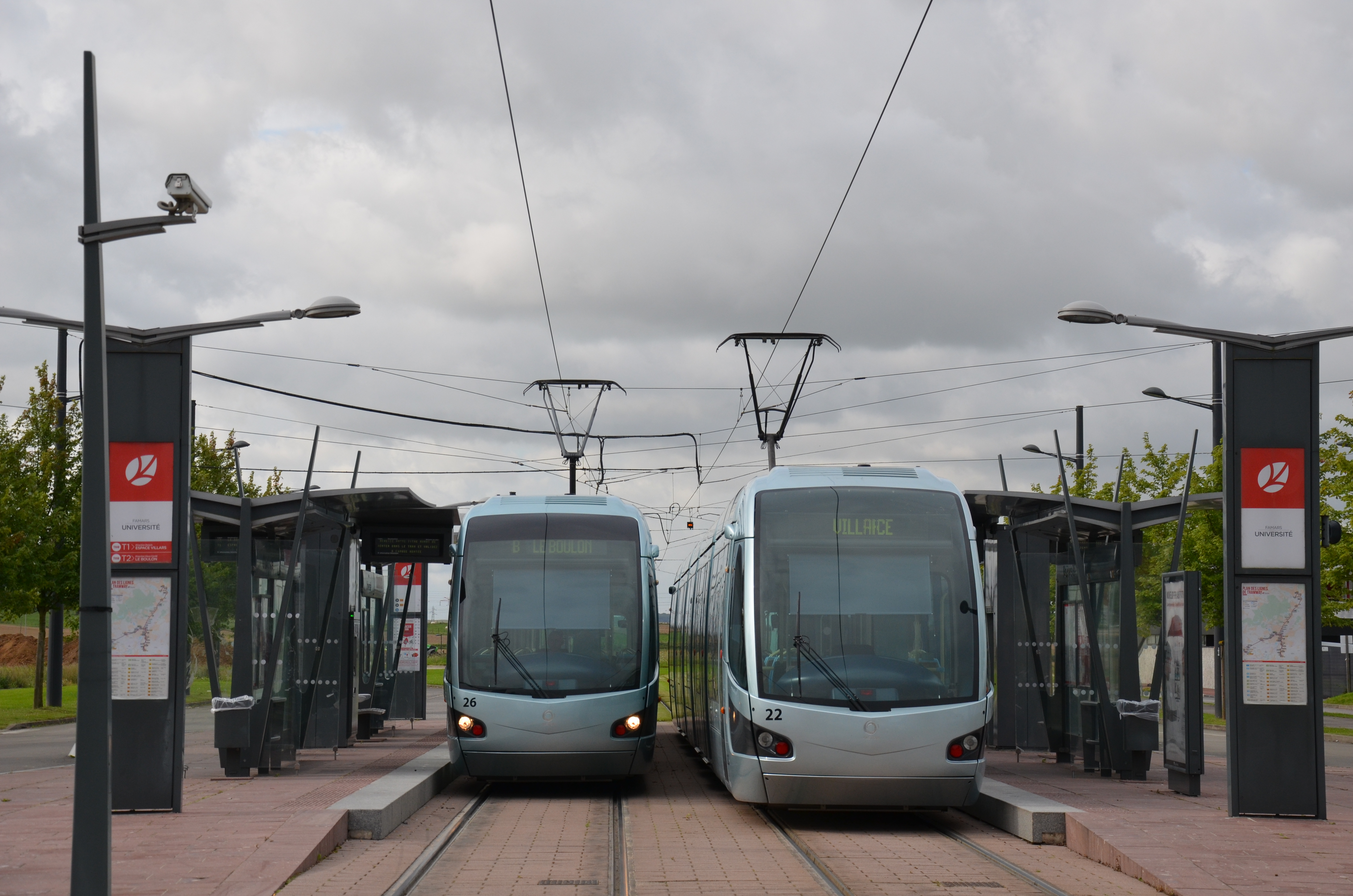
Les lignes T1 et T2 font terminus à Université, sur la commune de Famars.

Famars est desservie par le tramway de Valenciennes (Lignes T1 et T2). Deux stations sont implantées sur le territoire de la commune, dont le terminus des lignes T1 et T2, Université. La station Université est également desservie par les lignes 103, 104, Illigo 1 et Luciole du réseau de bus Transvilles, ainsi que par les lignes 803, 803E, 823 et 971 des réseaux interurbains Arc-en-Ciel 3 et Arc-en-Ciel 4.

## Urbanisme

### Typologie
Au 1er janvier 2024, Famars est catégorisée ceinture urbaine, selon la nouvelle grille communale de densité à sept niveaux définie par l'Insee en 2022.
Elle appartient à l'unité urbaine de Valenciennes (partie française), une agglomération internationale regroupant 56  communes, dont elle est une commune de la banlieue,,. Par ailleurs la commune fait partie de l'aire d'attraction de Valenciennes (partie française), dont elle est une commune de la couronne,. Cette aire, qui regroupe 102 communes, est catégorisée dans les aires de 200 000 à moins de 700 000 habitants,.

### Occupation des sols
L'occupation des sols de la commune, telle qu'elle ressort de la base de données européenne d'occupation biophysique des sols Corine Land Cover (CLC), est marquée par l'importance des territoires agricoles (74 % en 2018), en diminution par rapport à 1990 (85,9 %). La répartition détaillée en 2018 est la suivante : 
terres arables (63,5 %), zones urbanisées (17,8 %), prairies (10,4 %), zones industrielles ou commerciales et réseaux de communication (8,2 %), zones agricoles hétérogènes (0,1 %). L'évolution de l'occupation des sols de la commune et de ses infrastructures peut être observée sur les différentes représentations cartographiques du territoire : la carte de Cassini (XVIIIe siècle), la carte d'état-major (1820-1866) et les cartes ou photos aériennes de l'IGN pour la période actuelle (1950 à aujourd'hui).

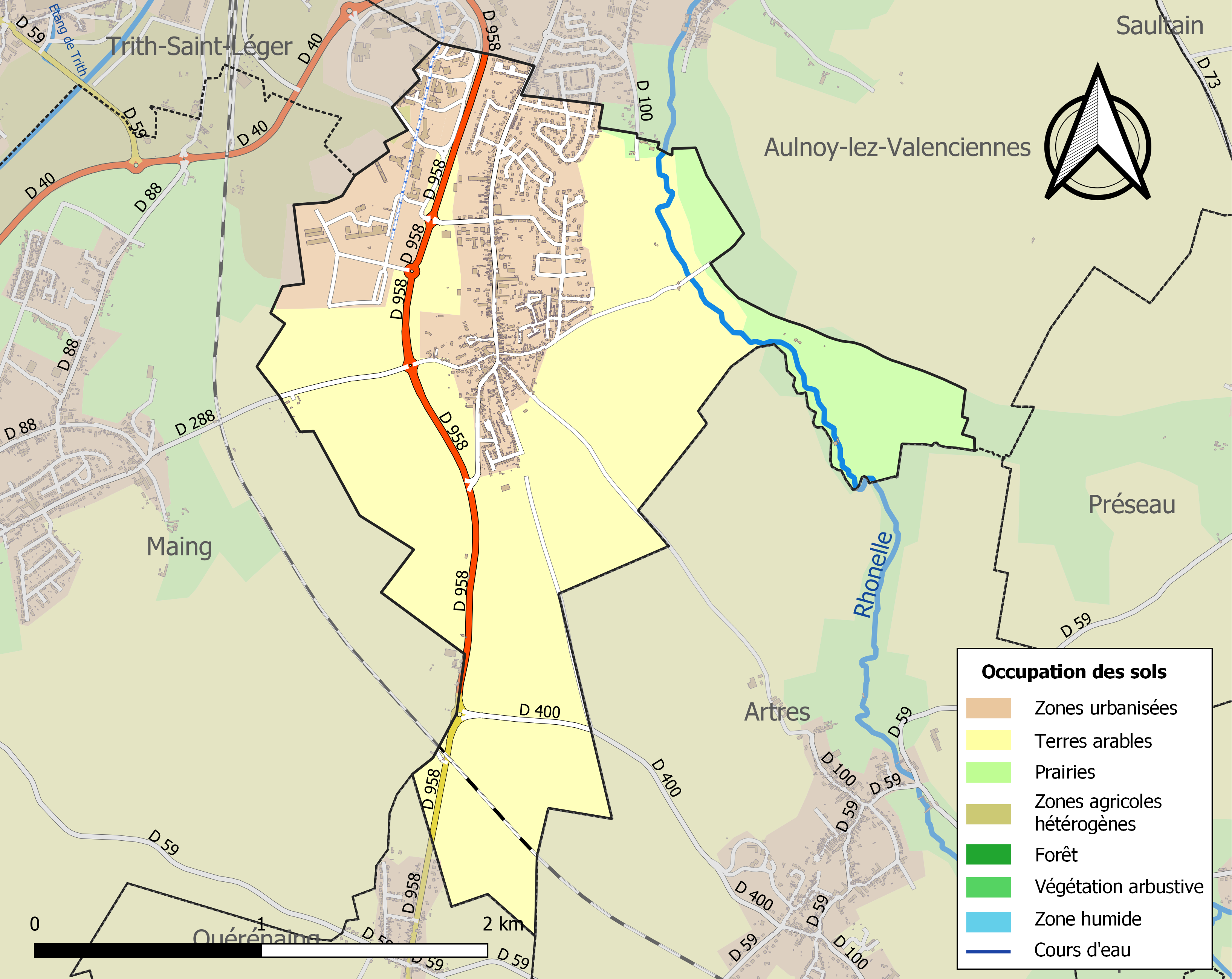
Carte des infrastructures et de l'occupation des sols de la commune en 2018 (CLC).

### Logements
Le tableau ci-dessous présente une comparaison du logement à Famars et dans l'ensemble de la région Nord-Pas-de-Calais en 2011, au travers de quelques indicateurs, :
|                                                        | Famars | Nord-Pas-de-Calais | Variation |
| ------------------------------------------------------ | ------ | ------------------ | --------- |
| Part des résidences principales (en %)                 | 94.4   | 90.7               | + 8,8 %   |
| Part des logements vacants (en %)                      | 5.2    | 6.2                | - 16.1 %  |
| Part des ménages propriétaires de leur logement (en %) | 47.7   | 56.2               | - 15.1 %  |

À cela vient s'ajouter une nouvelle résidence qui vient de s'achever et comporte de nouvelles maisons.

## Toponymie
Attestée sous la forme Fanomantis en 400 et 410, Fanomartis puis Fanmartense en 775 et Fanmars en 1082. Ce nom serait à rapprocher d'un temple dédié au dieu Mars car il serait formé sur le latin fanum, qui signifie « temple », et sur Martis, relatif au dieu Mars.

### Gentilé
Ses habitants sont appelés les Sarrasins.
L'origine du nom donné aux habitants de Famars n'est toujours pas déterminée. Diverses hypothèses sont avancées.
La première émane du Cercle historique archéologique sarrasin : « Le culte païen était encore vivace au XIIe siècle et, après St Waast et St Géry, St Druon (dit Druon de Sebourg 1118-1186) voulut faire entrer les gens de Famars dans le giron de l'église catholique (vers 1170). Il rencontra une telle résistance qu'il dit de ces récalcitrants qu'ils étaient de véritables sarrasins (pour infidèles) : ce serait donc depuis cette époque que les gens de Famars se nommeraient des Sarrasins. »
La deuxième de Bernard Coussée : « Pour les populations de la région tous les envahisseurs venus piller les contrées du nord étaient des Sarrasins, même si ceux-ci étaient des Normands venus des pays scandinaves. Dans les récits épiques du Moyen Âge, le Sarrasin est synonyme de païen, terme qui regroupe les Romains aussi bien que les autres envahisseurs. 
Le Sarrasin est quelqu'un qui a envahi, un jour, notre région et s'y est fixé. »
Pour établir un lien entre le fait que la région ait été envahie par des barbares ou des Romains et le nom de Sarrasin donné aux habitants de Famars, une explication peut se trouver du fait que les armées romaines étaient à une époque constituées principalement de Laeti, d'origine germanique ou même nervienne. Ces troupes auxiliaires (auxilia) étaient recrutées dans les pays conquis dont certains du bassin méditerranéen et d'Afrique. Ces soldats pouvaient acquérir la citoyenneté romaine après 25 ans de service et disposer de terres à entretenir. Il se pourrait donc, simple hypothèse, que des Sarrasins, Maures ou Barbares aient entretenu des terres à Famars et que le nom des habitants en découlerait.
La troisième, de M. Clotuche, date du 7 juin 2013 : ses recherches l'ont amené à découvrir qu'avant le XVIIIe siècle les habitants de Famars portaient le nom de Sarrasins. Le surnom de Sarrasin viendrait du fait qu'un curé de l'époque s'était étonné que les habitants de Famars payaient leur denier du culte et leur offrande à la messe dominicale avec des pièces qui n'étaient pas à l'effigie du roi.
En fait, les Sarrasins s'acquittaient de leurs obligations avec des pièces à l'effigie d'empereurs romains qu'ils trouvaient à foison lors des labours et même dans les jardins.
Le curé, ignorant l'histoire romaine, s'en était ouvert à son évêque en lui disant que les habitants utilisaient des pièces à l'effigie de Mahomet, qu'ils étaient donc des Sarrasins. De là viendrait le nom des habitants (le gentilé) de Famars.

## Histoire
Les Annales Hannoniae de Jacobi de Guisia, texte latin du XIVe siècle, contiennent une histoire apocryphe de Famars, relayée jusqu'à nos jours par d'autres auteurs.
Cette cité appartenait à la Gaule belgique. Connue dans l'antiquité romaine sous le nom de Fanum Martis, elle est un important camp militaire fortifié, probablement en réponse aux grandes invasions « barbares » germaniques (des années 256 à 276) qui ont pour partie détruit l'ancienne capitale régionale gallo-romaine Bavay (laquelle — pour ses fonctions administratives — s'est déplacée vers Cambrai, laissant à Famars le rôle de garder la vallée de l'Escaut contre les invasions venues du nord).
Des fouilles archéologiques ont mis au jour les restes d'un aqueduc, de thermes romains. Cet établissement public du IIe siècle, de construction rectangulaire, se développe alors sur une longueur de 70 m pour 40 m de large. Il se compose d'une piscine froide, d'une pièce tiède, de trois pièces chaudes et d'une cour de service contenant leurs dispositifs de chauffage. Une cour intérieure délimite en partie une palestre bordée d'un couloir et un frigidarium comportant une pièce froide et une piscine.
Famars est alors reliée à la voie romaine principale Bavay - Cambrai par une voie secondaire notée sur la table de Peutinger.
Le Cercle archéologique de Valenciennes, relayé ensuite par le service archéologique de cette ville, a été amené dès les années 1970 à effectuer de multiples investigations. Les archéologues de l'Inrap ont eu l'occasion d'autres interventions, notamment aux abords de la Rhonelle, où ont été relevées d'autres traces de l'histoire de la commune. Avant eux, une société d'actionnaires constituée en 1823 pour effectuer des fouilles sur les thermes sur la commune a fait faillite.
Au début du XIXe siècle, étaient détenues en Préfecture deux pièces de monnaie ancienne trouvées sur la commune : un Trajan de l'époque romaine et une pièce en or datant des ducs de Bourgogne.
Vers l'an 150, un incendie général détruit la cité. Un pot du IIe siècle est découvert, contenant 134 pièces de bronze, ainsi qu'un squelette au fond d'une cave. Puis, vers 320, les habitants de Fanum Martis, aujourd'hui Famars, récupèrent les marbres, la craie et les pierres pour alimenter quatre fours à chaux destinés à faciliter la construction d'une forteresse qui sera leur castrum, dont un mur est encore visible. Des objets cultuels révélant des cultes dédiés à Mithra, Attis, Cybèle et Mercure sont retrouvés.
À cette époque, la cité possède des ateliers de potiers spécialisés dans les cruches en pâte claire.
Après la chute de l'Empire romain, Famars conserve une importance jusqu'à l'époque mérovingienne (on y frappe de la monnaie jusqu'au VIIe siècle).
Elle possède ensuite un château, dont le parc se situe à l'emplacement des thermes ; son déclin progressif et mal expliqué s'observe ensuite (peut être en partie lié aux impacts des invasions et des épidémies de peste noire ?).
En 1340, au début de la guerre de Cent Ans, Famars et son château sont brûlés par les Français. Un nouveau château est construit en 1662 par la famille Le Hardy, seigneurs de Famars et d'Aulnoy. Ce château a été détruit par des obus pendant la guerre de 1914-1918. Le château actuel est construit dès 1918 sur le même emplacement que les châteaux qui l'ont précédé.
En 1793, pendant le siège de Valenciennes, a eu lieu la bataille de Famars, gagnée par les Alliés de la Première Coalition.
Des fouilles, entreprises en 1973 autour de l'église actuelle, ont mis au jour des fondations d'un temple gallo-romain et quatre églises successives[réf. nécessaire], dont la dernière, construite au XVIIe siècle, est détruite en 1918. De cette église, on a conservé un pilier, qui se trouve devant l'église actuelle, inaugurée en 1929.
L'université de Valenciennes a installé le nouveau campus universitaire du Mont-Houy entre Aulnoy et Famars. Ce pôle d'enseignement supérieur se développe partiellement sur son territoire.

### Le château

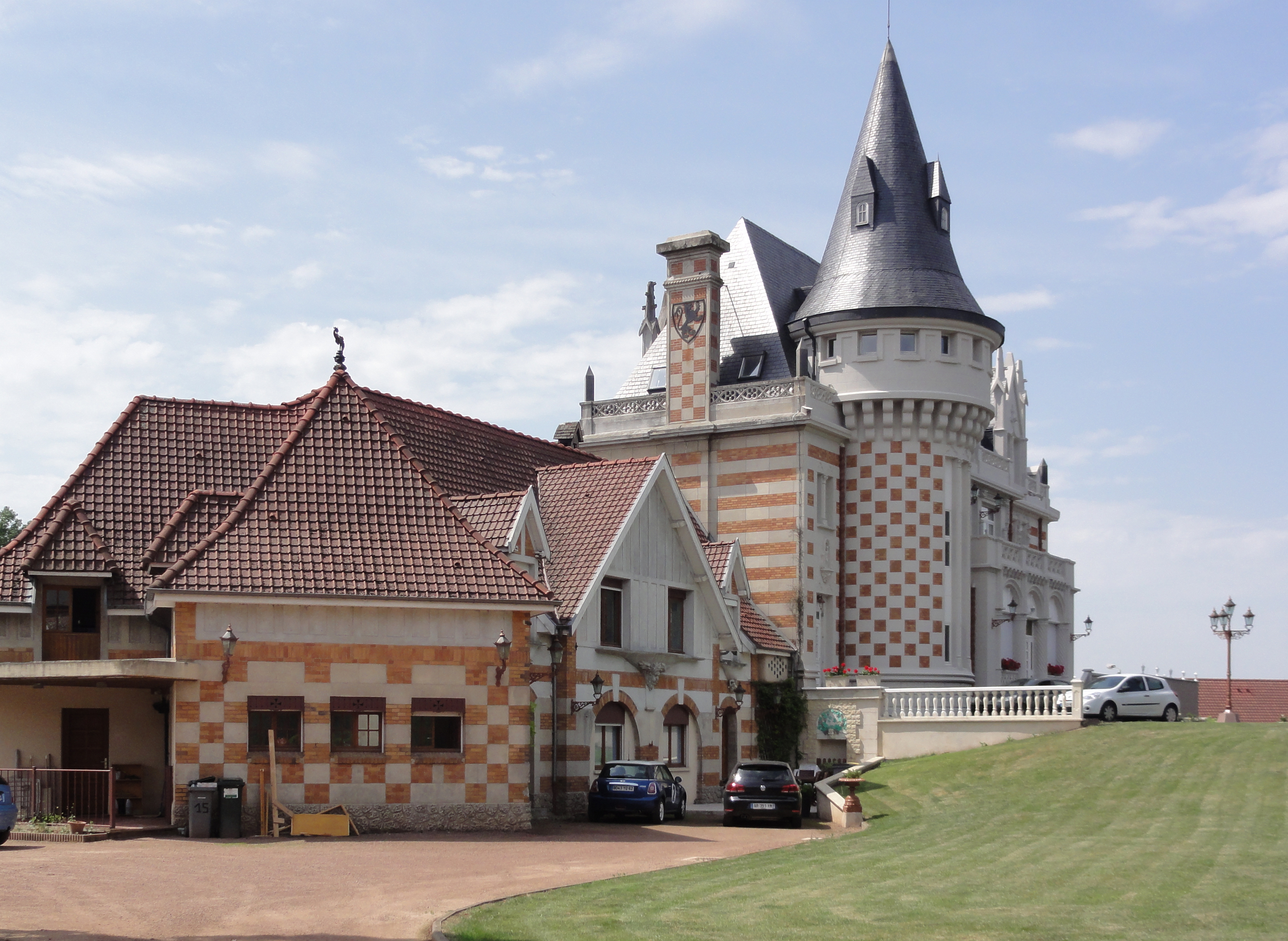
Le château de Famars.

Laissé à l'abandon pendant des décennies, ce château est aujourd'hui l'un des fleurons de la ville de Famars. Construit au IIIe siècle, il a été détruit puis reconstruit plusieurs fois.
Sa silhouette est connue des automobilistes venant de Maing et Quérénaing en direction de Valenciennes. Longtemps laissé à l'abandon, ce château emblématique aura vécu plusieurs vies. À la fin du IIIe siècle, les Lètes (une tribu germanique à la solde de l'Empire romain, en général postée aux frontières) construisent leur ville sur cet emplacement et érigent un castellum pour défendre Famars.
Détruit en 1340, il faudra attendre 1662 pour qu'un nouvel édifice voie le jour, détruit à nouveau durant les terribles bombardements de 1918. Sa reconstruction ne sera jamais vraiment achevée et le château se transformera peu à peu en ferme.

## Politique et administration

### Rattachements administratifs et électoraux
Rattachements administratifs
La commune se trouve depuis 1824 dans l'arrondissement de Valenciennes du département du Nord.
Elle faisait partie depuis 1801 du canton de Valenciennes-Sud. Dans le cadre du redécoupage cantonal de 2014 en France, cette circonscription administrative territoriale a disparu, et le canton n'est plus qu'une circonscription électorale.
La commune relève, dans l'ordre judiciaire, du tribunal judiciaire de Valenciennes, de la cour d'appel de Douai, du tribunal pour enfants de Valenciennes, du conseil de prud'hommes de Valenciennes, du tribunal de commerce de Valenciennes, et, dans l'ordre administratif, du tribunal administratif de Lille et de la cour administrative d'appel de Douai.
Rattachements électoraux
Pour les élections départementales, la commune est depuis 2014 le bureau centralisateur du canton d'Aulnoy-lez-Valenciennes
Pour l'élection des députés, elle fait partie de la dix-neuvième circonscription du Nord.

### Intercommunalité
La ville fait partie de la communauté d'agglomération Valenciennes Métropole, créée en 2000 par la fusion de la communauté de communes de la vallée de l'Escaut, de la communauté de communes du Pays de Condé et du syndicat intercommunal à vocation multiple (SIVOM) de Trith-Saint-Léger et environs.

### Tendances politiques et résultats
| Élections présidentielles, résultats des deuxièmes tours.                                  | Élections présidentielles, résultats des deuxièmes tours. | Élections présidentielles, résultats des deuxièmes tours. | Élections présidentielles, résultats des deuxièmes tours. | Élections présidentielles, résultats des deuxièmes tours. | Élections présidentielles, résultats des deuxièmes tours. | Élections présidentielles, résultats des deuxièmes tours. | Élections présidentielles, résultats des deuxièmes tours. |
| Année                                                                                      | Élu                                                       | Élu                                                       | Élu                                                       | Battu                                                     | Battu                                                     | Battu                                                     | Participation                                             |
| ------------------------------------------------------------------------------------------ | --------------------------------------------------------- | --------------------------------------------------------- | --------------------------------------------------------- | --------------------------------------------------------- | --------------------------------------------------------- | --------------------------------------------------------- | --------------------------------------------------------- |
| 2002                                                                                       | 82,21 %                                                   | Jacques Chirac                                            | RPR                                                       | 17,74 %                                                   | Jean-Marie Le Pen                                         | FN                                                        | 79,71 %                                                   |
| 2007                                                                                       | 58,32 %                                                   | Nicolas Sarkozy                                           | UMP                                                       | 41,68 %                                                   | Ségolène Royal                                            | PS                                                        | 81,90 %                                                   |
| 2012                                                                                       | 49,94 %                                                   | François Hollande                                         | PS                                                        | 50,04 %                                                   | Nicolas Sarkozy                                           | UMP                                                       | 78,63 %                                                   |
| 2017                                                                                       | 65,57 %                                                   | Emmanuel Macron                                           | EM                                                        | 34,43 %                                                   | Marine Le Pen                                             | FN                                                        | 74,16 %                                                   |
| 2022                                                                                       | %                                                         | Emmanuel Macron                                           | LREM                                                      | %                                                         | Marine Le Pen                                             | RN                                                        | %                                                         |
| Élections législatives, résultats des deux meilleurs scores du dernier tour de scrutin.    |                                                           |                                                           |                                                           |                                                           |                                                           |                                                           |                                                           |
| Année                                                                                      | Élu                                                       | Élu                                                       | Élu                                                       | Battu                                                     | Battu                                                     | Battu                                                     | Participation                                             |
| Famars est répartie sur plusieurs circonscriptions, cf. les résultats des .                |                                                           |                                                           |                                                           |                                                           |                                                           |                                                           |                                                           |
| Avant 2010, Famars est répartie sur plusieurs circonscriptions, cf. les résultats des .    |                                                           |                                                           |                                                           |                                                           |                                                           |                                                           |                                                           |
| 2002                                                                                       | 100 %                                                     | Patrick Roy élu au premier tour                           | PS                                                        | %                                                         |                                                           |                                                           | 37,03 %                                                   |
| 2007                                                                                       | 100 %                                                     | Patrick Roy élu au premier tour                           | PS                                                        | %                                                         |                                                           |                                                           | 34,12 %                                                   |
| Après 2010, Famars est répartie sur plusieurs circonscriptions, cf. les résultats de .     |                                                           |                                                           |                                                           |                                                           |                                                           |                                                           |                                                           |
| 2012                                                                                       | 100 %                                                     | Anne-Lise Dufour-Tonini élu au premier tour               | PS                                                        | %                                                         |                                                           |                                                           | 31,02 %                                                   |
| 2017                                                                                       | %                                                         | Sabine Hebbar                                             | LREM                                                      | 33,91 %                                                   | Sébastien Chenu                                           | RN                                                        | 42,63 %                                                   |
| 2022                                                                                       | %                                                         |                                                           |                                                           | %                                                         |                                                           |                                                           | %                                                         |
| 2024                                                                                       | %                                                         |                                                           |                                                           | %                                                         |                                                           |                                                           | %                                                         |
| Élections européennes, résultats des deux meilleurs scores.                                |                                                           |                                                           |                                                           |                                                           |                                                           |                                                           |                                                           |
| Année                                                                                      | Liste 1re                                                 | Liste 1re                                                 | Liste 1re                                                 | Liste 2e                                                  | Liste 2e                                                  | Liste 2e                                                  | Participation                                             |
| 2004                                                                                       | 26,47 %                                                   | Henri Weber                                               | PS                                                        | 19,17 %                                                   | Tokia Saïfi                                               | UMP                                                       | 42,98 %                                                   |
| 2009                                                                                       | 24,57 %                                                   | Dominique Riquet                                          | UDI                                                       | 19,55 %                                                   | Gilles Pargneaux                                          | PS                                                        | 37,86 %                                                   |
| 2014                                                                                       | 27,84 %                                                   | Dominique Riquet                                          | UDI                                                       | 26,03 %                                                   | Marine Le Pen                                             | FN                                                        | 44,83 %                                                   |
| 2019                                                                                       | 27,72 %                                                   | Nathalie Loiseau                                          | LREM                                                      | 24,61 %                                                   | Marine Le Pen                                             | RN                                                        | 51,98 %                                                   |
| 2024                                                                                       | %                                                         |                                                           |                                                           | %                                                         |                                                           |                                                           | %                                                         |
| Élections régionales, résultats des deux meilleurs scores.                                 |                                                           |                                                           |                                                           |                                                           |                                                           |                                                           |                                                           |
| Année                                                                                      | Liste 1re                                                 | Liste 1re                                                 | Liste 1re                                                 | Liste 2e                                                  | Liste 2e                                                  | Liste 2e                                                  | Participation                                             |
| 2004                                                                                       | 46,26 %                                                   | Daniel Percheron                                          | PS                                                        | 37,64 %                                                   | Paul Delevoye                                             | ALDE                                                      | 60,74 %                                                   |
| 2010                                                                                       | 46,72 %                                                   | Daniel Percheron                                          | PS                                                        | 36,53 %                                                   | Valérie Létard                                            | UDI                                                       | 42,53 %                                                   |
| 2015                                                                                       | %                                                         |                                                           |                                                           | %                                                         |                                                           |                                                           | %                                                         |
| 2021                                                                                       | %                                                         |                                                           |                                                           | %                                                         |                                                           |                                                           | %                                                         |
| Élections cantonales, résultats des deux meilleurs scores du dernier tour de scrutin.      |                                                           |                                                           |                                                           |                                                           |                                                           |                                                           |                                                           |
| Année                                                                                      | Élu                                                       | Élu                                                       | Élu                                                       | Battu                                                     | Battu                                                     | Battu                                                     | Participation                                             |
| Famars est répartie sur plusieurs cantons, cf. les résultats de ceux de .                  |                                                           |                                                           |                                                           |                                                           |                                                           |                                                           |                                                           |
| 2001                                                                                       | indisponible %                                            | indisponible                                              | indisponible                                              | indisponible %                                            | indisponible                                              | indisponible                                              | indisponible %                                            |
| 2004                                                                                       | indisponible %                                            | indisponible                                              | indisponible                                              | indisponible %                                            | indisponible                                              | indisponible                                              | indisponible %                                            |
| 2008                                                                                       | 57,26 %                                                   | Philippe Baudrin                                          | UMP                                                       | 42,74 %                                                   | Norbert Jesuss                                            | PCF                                                       | 62,95 %                                                   |
| 2011                                                                                       | %                                                         |                                                           |                                                           | %                                                         |                                                           |                                                           | %                                                         |
| Élections départementales, résultats des deux meilleurs scores du dernier tour de scrutin. |                                                           |                                                           |                                                           |                                                           |                                                           |                                                           |                                                           |
| Année                                                                                      | Élus                                                      | Élus                                                      | Élus                                                      | Battus                                                    | Battus                                                    | Battus                                                    | Participation                                             |
| Famars est répartie sur plusieurs cantons, cf. les résultats de ceux de .                  |                                                           |                                                           |                                                           |                                                           |                                                           |                                                           |                                                           |
| 2015                                                                                       | 60,37 %                                                   |                                                           | FDG                                                       | 39,63 %                                                   |                                                           | FN                                                        | 44,43 %                                                   |
| 2021                                                                                       | %                                                         |                                                           |                                                           | %                                                         |                                                           |                                                           | %                                                         |
| Référendums.                                                                               |                                                           |                                                           |                                                           |                                                           |                                                           |                                                           |                                                           |
| Année                                                                                      | Oui (national)                                            | Oui (national)                                            | Oui (national)                                            | Non (national)                                            | Non (national)                                            | Non (national)                                            | Participation                                             |
| 1992                                                                                       | 45,83 % (51,04 %)                                         | 45,83 % (51,04 %)                                         | 45,83 % (51,04 %)                                         | 54,17 % (48,96 %)                                         | 54,17 % (48,96 %)                                         | 54,17 % (48,96 %)                                         | 76,89 %                                                   |
| 2000                                                                                       | indisponible % (73,21 %)                                  | indisponible % (73,21 %)                                  | indisponible % (73,21 %)                                  | indisponible % (26,79 %)                                  | indisponible % (26,79 %)                                  | indisponible % (26,79 %)                                  | indisponible %                                            |
| 2005                                                                                       | 48,31 % (45,33 %)                                         | 48,31 % (45,33 %)                                         | 48,31 % (45,33 %)                                         | 51,69 % (54,67 %)                                         | 51,69 % (54,67 %)                                         | 51,69 % (54,67 %)                                         | 70,67 %                                                   |

### Liste des maires successifs
Maire de 1802 à 1808 : Hyolle,.

Maire en 1881 : Harpignies.
| Période                                  | Période                       | Identité         | Étiquette | Qualité |
| ---------------------------------------- | ----------------------------- | ---------------- | --------- | --- |
| Les données manquantes sont à compléter. |                               |                  |           | |
| avant 1981                               |                               | Victor Béghin    |           | |
| Les données manquantes sont à compléter. |                               |                  |           | |
| mars 1983                                | mars 2001                     | André Lottiaux   | SE        | Agriculteur Officier de l'ordre du Mérite agricole Chevalier dans l'ordre des Palmes académiques               |
| mars 2001                                | mars 2008                     | Albert Loos      | DVG       | Inspecteur d'académie                                                                                          |
| mars 2008                                | En cours (au 10 juillet 2020) | Véronique Dupire | SE        | Infirmière libérale Vice-présidente de la CA Valenciennes Métropole (2020 → ) Réélue pour le mandat 2020-2026, |

### Politique de développement durable
Le ramassage des ordures (déchets, sélectifs, verre, déchets verts) est assuré par la communauté d'agglomération Valenciennes Métropole.
Le syndicat intercommunal d'assainissement de Valenciennes (SIAV) gère la collecte, le transport et le traitement des eaux usées et des eaux de pluie sur la commune de Famars.
Le SIAV a également inauguré un dispositif pédagogique « La route de l'eau » à l'Université du Hainaut-Cambrésis à Famars.

### Jumelages
La commune n'est jumelée à aucune ville.

## Population et société

### Démographie

#### Évolution démographique
L'évolution du nombre d'habitants est connue à travers les recensements de la population effectués dans la commune depuis 1800. Pour les communes de moins de 10 000 habitants, une enquête de recensement portant sur toute la population est réalisée tous les cinq ans, les populations de référence des années intermédiaires étant quant à elles estimées par interpolation ou extrapolation. Pour la commune, le premier recensement exhaustif entrant dans le cadre du nouveau dispositif a été réalisé en 2004.

En 2022, la commune comptait 2 459 habitants, en évolution de −1,84 % par rapport à 2016 (Nord : +0,51 %, France hors Mayotte : +2,11 %).
| 1800 | 1806 | 1821 | 1831 | 1836 | 1841 | 1846 | 1851 | 1856 |
| ---- | ---- | ---- | ---- | ---- | ---- | ---- | ---- | ---- |
| 322  | 332  | 412  | 457  | 546  | 597  | 615  | 677  | 819  |

| 1861 | 1866 | 1872 | 1876 | 1881 | 1886 | 1891 | 1896 | 1901 |
| ---- | ---- | ---- | ---- | ---- | ---- | ---- | ---- | ---- |
| 849  | 792  | 782  | 742  | 818  | 881  | 915  | 972  | 942  |

| 1906 | 1911 | 1921 | 1926 | 1931 | 1936 | 1946 | 1954 | 1962 |
| ---- | ---- | ---- | ---- | ---- | ---- | ---- | ---- | ---- |
| 926  | 984  | 671  | 816  | 877  | 925  | 919  | 918  | 929  |

| 1968  | 1975  | 1982  | 1990  | 1999  | 2004  | 2006  | 2009  | 2014  |
| ----- | ----- | ----- | ----- | ----- | ----- | ----- | ----- | ----- |
| 1 132 | 1 567 | 1 444 | 2 002 | 2 499 | 2 527 | 2 478 | 2 531 | 2 474 |

| 2019  | 2022  | - | - | - | - | - | - | - |
| ----- | ----- | - | - | - | - | - | - | - |
| 2 545 | 2 459 | - | - | - | - | - | - | - |

#### Pyramide des âges
La population de la commune est relativement jeune.
En 2018, le taux de personnes d'un âge inférieur à 30 ans s'élève à 41,6 %, soit au-dessus de la moyenne départementale (39,5 %). À l'inverse, le taux de personnes d'âge supérieur à 60 ans est de 24,2 % la même année, alors qu'il est de 22,5 % au niveau départemental.
En 2018, la commune comptait 1 330 hommes pour 1 201 femmes, soit un taux de 52,55 % d'hommes, largement supérieur au taux départemental (48,23 %).
Les pyramides des âges de la commune et du département s'établissent comme suit.
| Hommes | Classe d’âge | Femmes |
| ------ | ------------ | ------ |
| 0,1    | 90 ou +      | 0,4    |
| 5,1    | 75-89 ans    | 9,3    |
| 16,0   | 60-74 ans    | 17,9   |
| 19,3   | 45-59 ans    | 19,5   |
| 14,2   | 30-44 ans    | 15,5   |
| 30,9   | 15-29 ans    | 23,3   |
| 14,4   | 0-14 ans     | 14,2   |

| Hommes | Classe d’âge | Femmes |
| ------ | ------------ | ------ |
| 0,5    | 90 ou +      | 1,4    |
| 5,3    | 75-89 ans    | 8,1    |
| 14,8   | 60-74 ans    | 16,2   |
| 19,1   | 45-59 ans    | 18,4   |
| 19,5   | 30-44 ans    | 18,7   |
| 20,7   | 15-29 ans    | 19,1   |
| 20,2   | 0-14 ans     | 18     |

### Occupation des sols
L'occupation des sols de la commune, telle qu'elle ressort de la base de données européenne d'occupation biophysique des sols Corine Land Cover (CLC), est marquée par l'importance des territoires agricoles (74 % en 2018), en diminution par rapport à 1990 (85,9 %). La répartition détaillée en 2018 est la suivante : 
terres arables (63,5 %), zones urbanisées (17,8 %), prairies (10,4 %), zones industrielles ou commerciales et réseaux de communication (8,2 %), zones agricoles hétérogènes (0,1 %).
L'IGN met par ailleurs à disposition un outil en ligne permettant de comparer l'évolution dans le temps de l'occupation des sols de la commune (ou de territoires à des échelles différentes). Plusieurs époques sont accessibles sous forme de cartes ou photos aériennes : la carte de Cassini (XVIIIe siècle), la carte d'état-major (1820-1866) et la période actuelle (1950 à aujourd'hui)..

### Logements
Le tableau ci-dessous présente une comparaison du logement à Famars et dans l'ensemble de la région Nord-Pas-de-Calais en 2011, au travers de quelques indicateurs, :
|                                                        | Famars | Nord-Pas-de-Calais | Variation |
| ------------------------------------------------------ | ------ | ------------------ | --------- |
| Part des résidences principales (en %)                 | 94.4   | 90.7               | + 8,8 %   |
| Part des logements vacants (en %)                      | 5.2    | 6.2                | - 16.1 %  |
| Part des ménages propriétaires de leur logement (en %) | 47.7   | 56.2               | - 15.1 %  |

À cela vient s'ajouter une nouvelle résidence qui vient de s'achever et comporte de nouvelles maisons.

### Équipements culturels et sportifs
La commune possède une salle omnisports, un terrain de foot, un stade de football et deux boulodromes.

### Enseignement
Famars est située dans l'académie de Lille.
La commune de Famars dispose d'une école maternelle et primaire. Elle a un but à favoriser l'écologie à la suite de l'aménagement d'un coin potager dans la cour de l'école.

### Média
Le quotidien régional La Voix du Nord publie une édition locale pour Valenciennes (et ses environs)
La ville est couverte par les programmes de France 3 Nord-Pas-de-Calais et les chaînes nationales de la TNT. Elle reçoit également la chaîne régionale Wéo.

### Les sports
- Le CSL est une association fondée en 1977, elle a accueilli 471 adhérents sur la saison 2013-2014.Équipe du VBCS (Volley Ball Club Sarrasins) vainqueurs de la coupe des Hauts de France 2018.

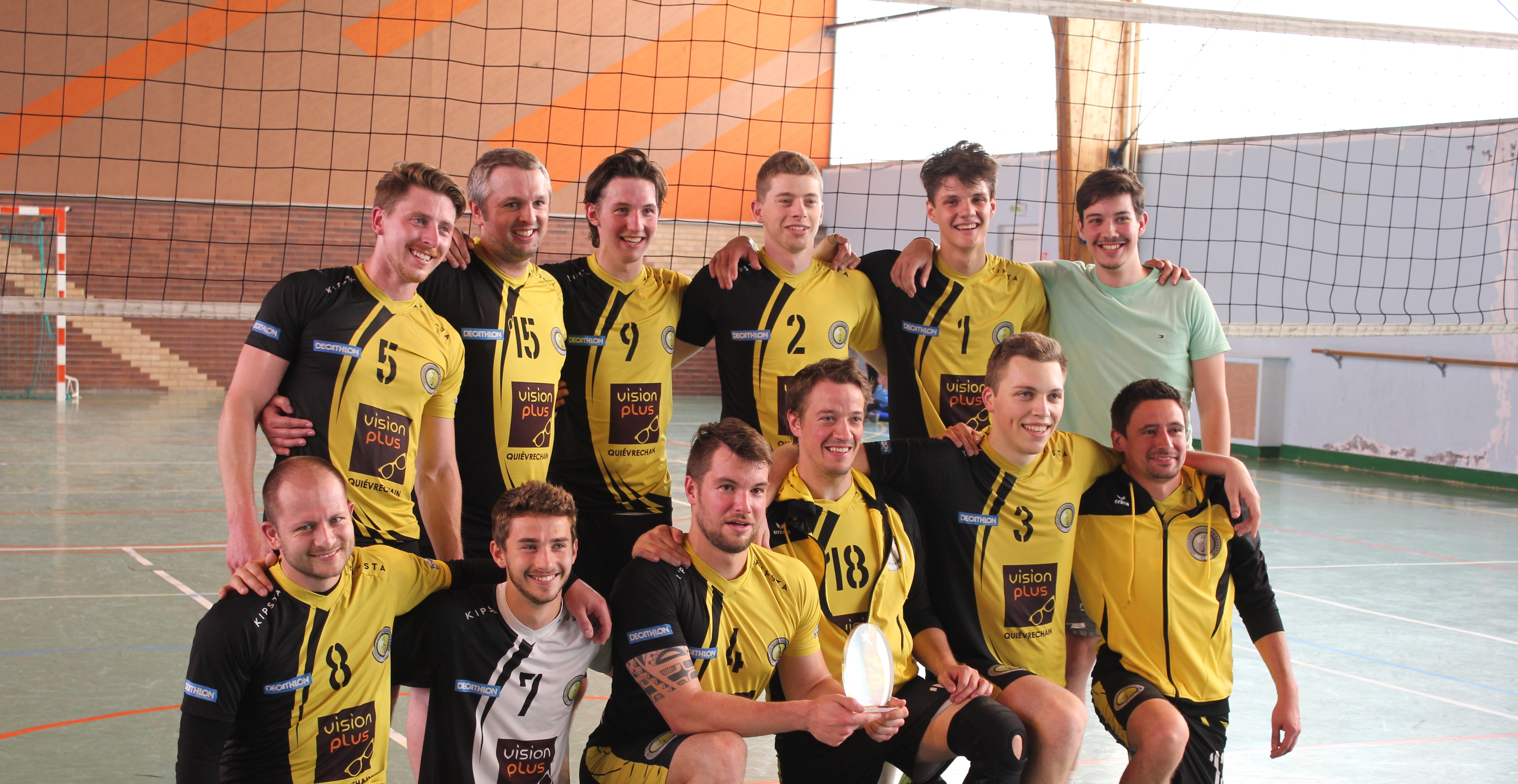
Équipe du VBCS (Volley Ball Club Sarrasins) vainqueurs de la coupe des Hauts de France 2018.

- Le Football Club sarrasin a plus de 200 membres.
- Le Volley-ball de Famars avec plus de 100 membres tient aussi une place importante dans la vie de la commune. Vainqueur de la première coupe des Hauts de France le 10 juin 2018 contre le club de Longueau Amiens sur le score de 3 sets à 2.

### Les cultes

#### Culte catholique
L'église de Famars servait autrefois de chapelle aux châtelains de Famars. Elle existait déjà en 1657. Une pierre tombale en marbre blanc, classée monument historique, du chevalier Le Hardy, Seigneur de Famars et de son épouse Marie Anne Thérèse Joseph Le Boucq est visible à l'intérieur de l'église actuellement. En 1918, le 29 octobre, après une bataille de dix jours au cours desquels elle changea de mains quatre fois, l'église fut presque totalement détruite par les obus. Le pilier est toujours visible sur le parking de l'église et conservé à l'endroit exact où il se trouvait. En face du portail de l'église, juxtaposant le jardin du presbytère, une réplique de la grotte que l'on peut voir à Lourdes. Elle a été inaugurée en 1956 par le chanoine Dubois, doyen de Saint-Nicolas.

## Économie

### Revenus de la population et fiscalité
En 2011, le revenu net déclaré moyen par foyer fiscal est de 29 989 euros

### Emploi
En 2011, le taux d'activité de la population des 15–64 ans est de 69,6 %.
En 2011, le taux de chômage de la population des 15–64 ans est de 13,3 %.

## Culture locale et patrimoine

### Lieux et monuments
- Un vestige du rempart antique du castellum subsiste en élévation, il est classé monument historique depuis 1840[72].
- L'église de l'Assomption-de-Marie de 1929 avec quelles dalles funéraires anciens ; près de l'église, un pilier de l'église détruite en 1918 et une grotte de Lourdes.
- Le château de 1918.

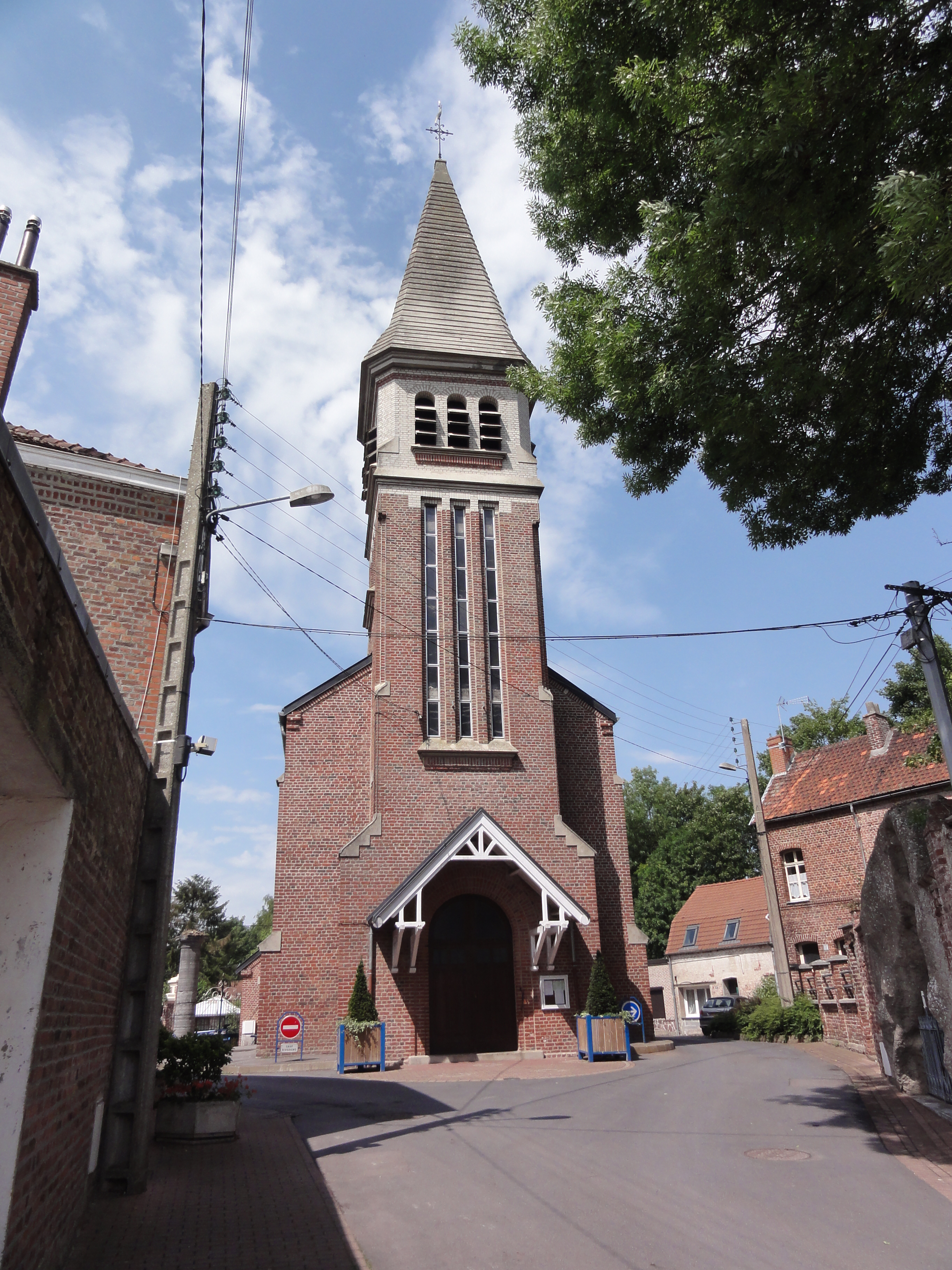
L'église de l'Assomption-de-Marie ; visible à gauche, le pilier de l'ancienne église.
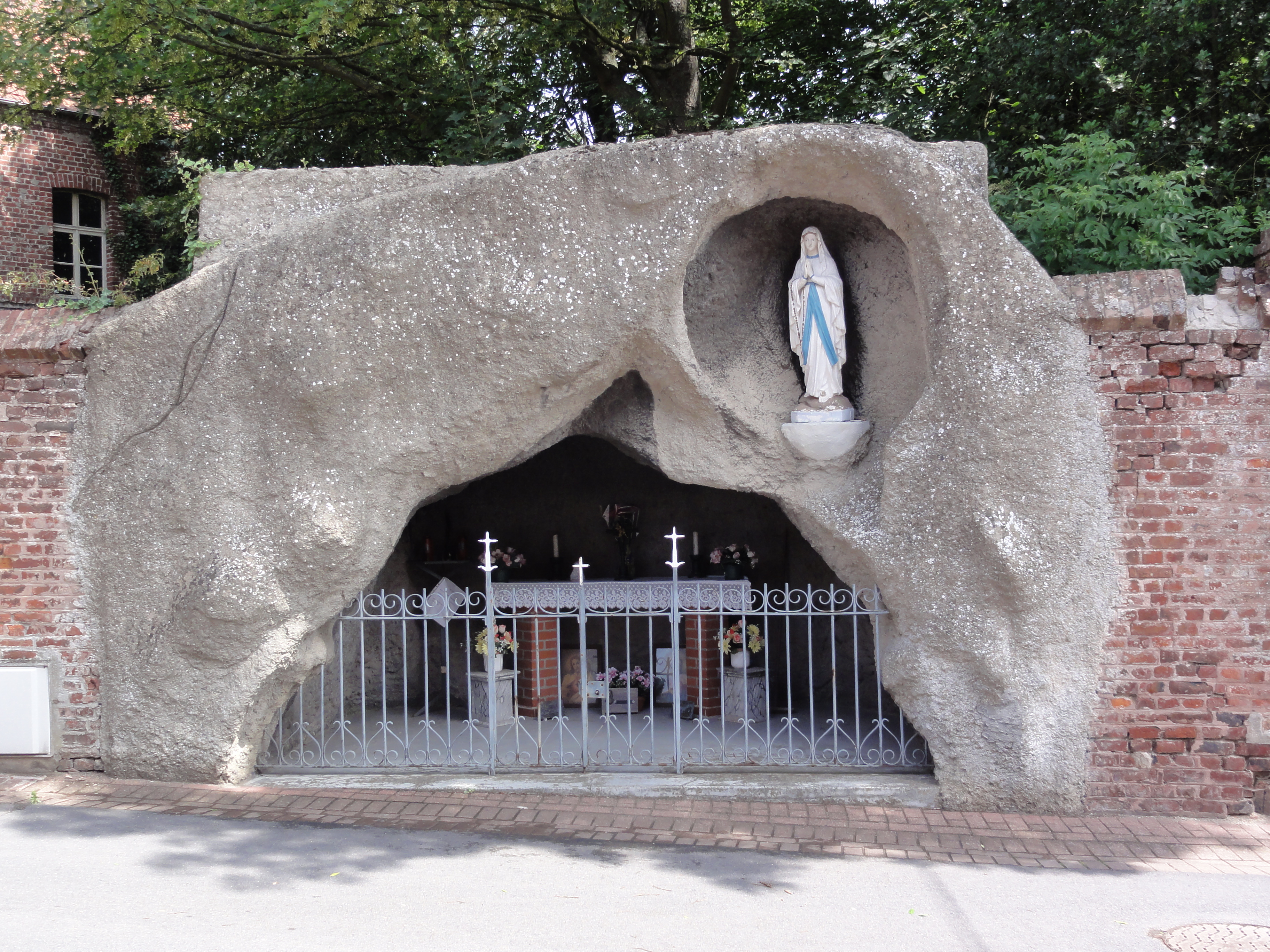
La grotte de Lourdes.
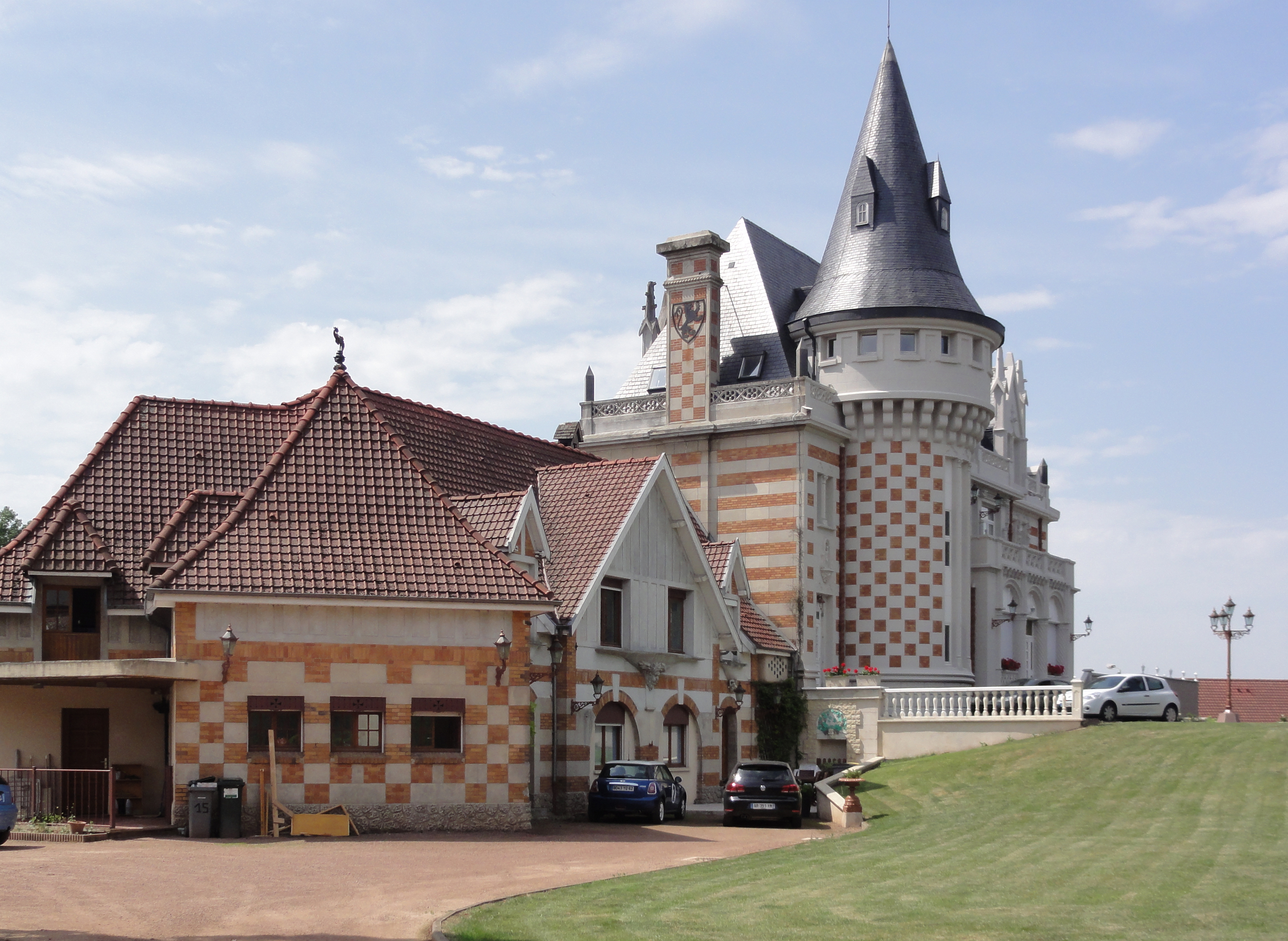
Le château de Famars.
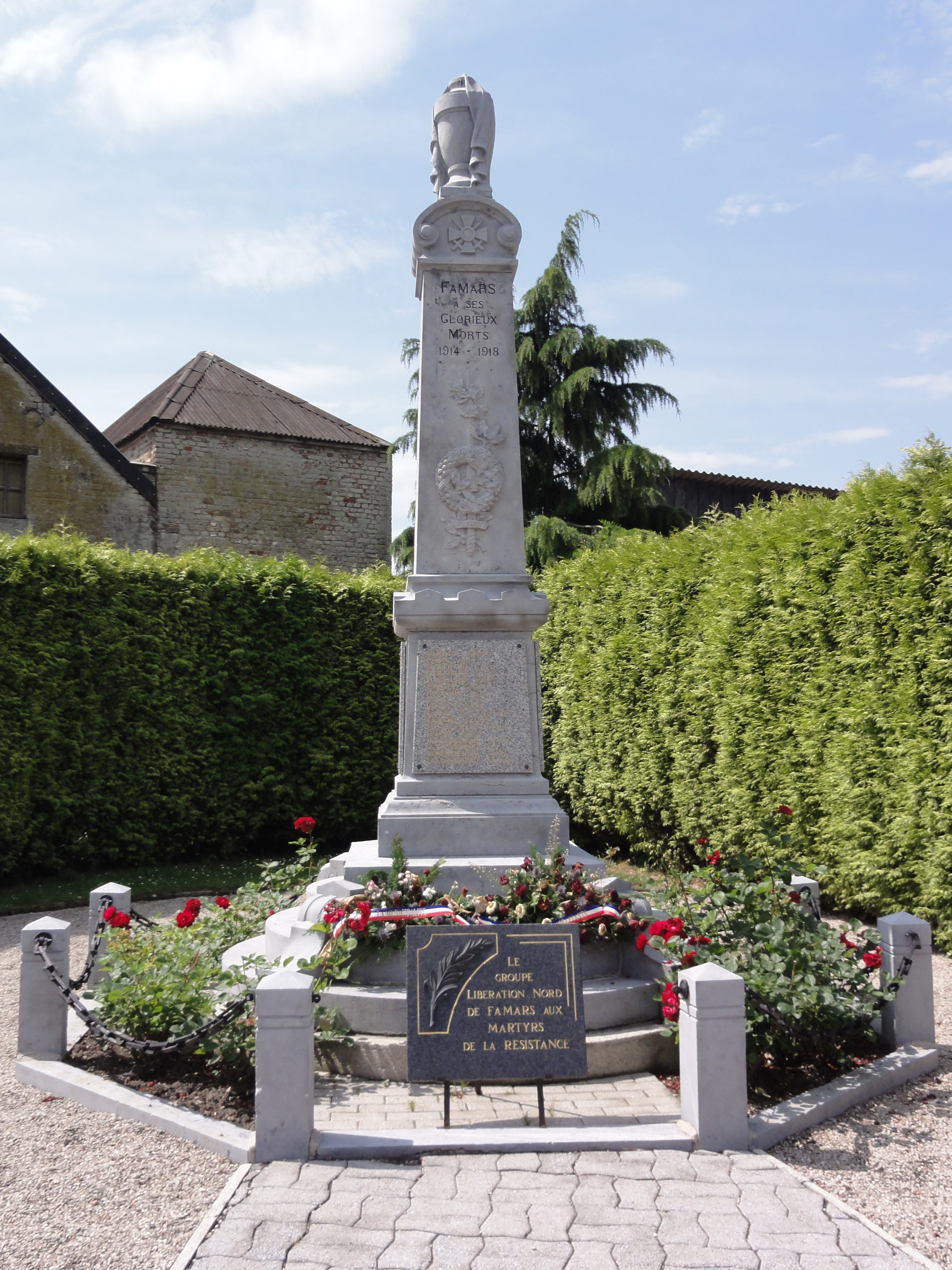
Le monument aux morts.
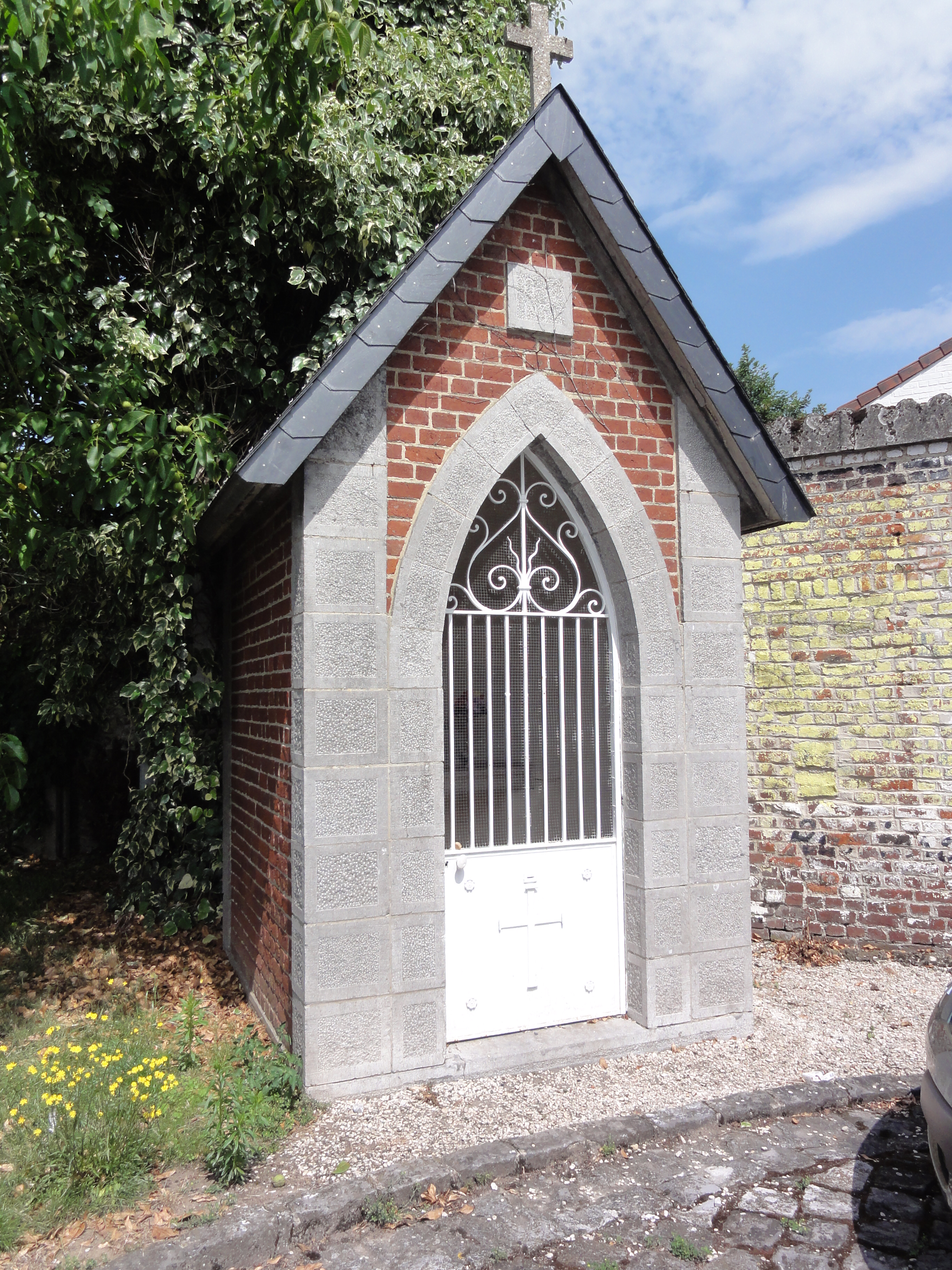
Chapelle de chemin.

### Héraldique
|  | Les armes de Famars se blasonnent ainsi : De sable semé de billettes d'or, au lion du même, armé, lampassé et couronné d'argent, brochant sur le tout. |

### Personnalités liées à la commune
- Jean Dauby : poète, homme de lettres et défenseur du patrimoine.
- Charles de Levin, seigneur de Famars : militaire et homme d'État au service des Provinces-Unies.